# Christ-Königs-Kirche (Perchtoldsdorf)

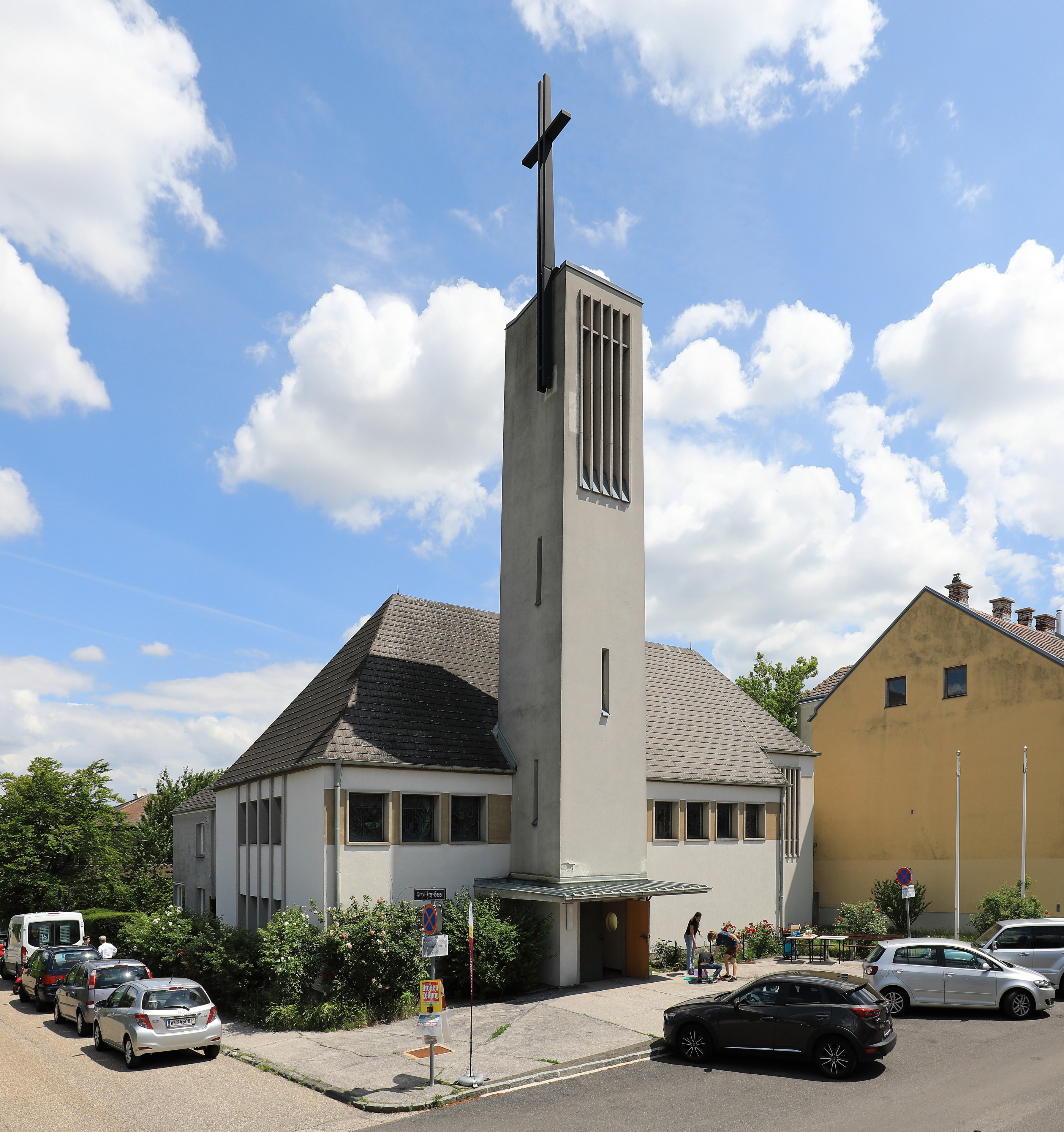
Westansicht der Christkönigskirche

Die Christ-Königs-Kirche ist die Pfarrkirche der Evangelischen Pfarrgemeinde A.B. Perchtoldsdorf (Evangelische Kirche A. B.) in der Marktgemeinde Perchtoldsdorf in Niederösterreich in der Wenzel-Frey-Gasse 2.

## Geschichte
Die evangelische Gemeinde wurde im Jahre 1920 als Predigtstation und im Jahre 1938 als Tochtergemeinde der Pfarrgemeinde A.B. Mödling gegründet und wurde im Jahre 1953 selbstständig.

## Kirche und Gemeindezentrum
Die Kirche mit eingezogenem Rechteckchor und eingestelltem, quadratischem Turm im Eingangsbereich wurde nach Plänen des Architekten Sepp (Josef) Schuster errichtet. Die Grundsteinlegung fand am 2. August 1959 statt und die Einweihung am 17. Juni 1962. Im Jahr 1992 wurde das Gemeindezentrum und 1994 der Turm renoviert.
Der Name „Christ-Königs-Kirche“ wurde vom „Christ-Königs-Saal“ im Fuggerheim am Marktplatz 21 (heute Landhaus Schindler, vor 1952 Hotel-Restaurant „Zum Schwarzen Adler“) übernommen, der vor dem Kirchenbau als Gemeindezentrum diente.
Diese Namensgebung durch die Gemeinde bringt zum Ausdruck, wer in der Mitte einer christlichen Kirche steht, und nimmt Bezug auf die Reformation, die Jesus Christus mit dem Merkwort „Allein Christus“ wieder ins Zentrum gestellt hat. Im Kontext der Errichtungszeit war die Namensgebung auch als eine bewusst und unmissverständlich deutlich gemachte Ablehnung nationalsozialistischer Verirrungen der Evangelischen Kirche, auch in Österreich, gemeint.
Die Glasmalerei bei den 13 Kirchenfenstern schuf Günther Baszel. Sie sind Illustrationen des Gemeindeliedes „Jesus Christus herrscht als König“ (EG 123), das der Dichter und Pietist Philipp Friedrich Hiller schrieb.
1967 wurden drei Glocken der Glockengießerei Pfundner aufgezogen und am 18. Juni 1967 geweiht. Im Jahr 1981 erhielt die Kirche eine neue mechanische Schleifladenorgel mit 29 Registern, zwei Manualen (Hauptwerk und Schwellwerk) und Pedal der Orgelbaufirma Gerhard Hradetzky aus Oberbergern.
Am 31. Oktober 2017 wurden anlässlich der Feiern zum Jubiläum 500 Jahre Reformation der neu gestaltete Kirchenplatz, der neue Zugang in den Gemeindesaal vom Kirchenplatz und der neue nunmehr stufenfreie Gehweg zum Gemeindezentrum feierlich eröffnet. Der neue Zugang zum Gemeindesaal führt über einen harmonisch angefügten Zubau (neue Gardarobe) mit künstlerisch gestalteter vorgehängter Fassade aus Cortenstahl. Die hinterleuchtete Fassade trägt Sprüche, die das Patrozinium „Christus König“ ausdeuten und vergegenwärtigen. Der neue Kirchenplatz ist offen mit Sitzbänken und Grüninseln gestaltet, erstreckt sich auch über die Dr. Natzler-Gasse und lädt zum Verweilen ein, unterbricht aber an Werktagen nicht den Verkehr und verfügt weiterhin über Parkplätze für Gehbehinderte in unmittelbarer Nähe zum Kircheneingang.
Der Kirchenplatz wurde am 31. Oktober 2020 durch die Marktgemeinde Perchtoldsdorf auf Vorschlag der Pfarrgemeinde als „Edda-Kislinger-Platz“ benannt. Edda Kislinger war in ihrer Jugend eine der Gründungspersonen der selbständigen Pfarrgemeinde und zusammen mit ihrem Ehemann bis ins hohe Alter in verschiedenen Ämtern und Aufgaben mit dem Leben der Gemeinde verbunden.

## Pfarrhaus
Das Pfarrhaus in der Wenzel-Frey-Gasse 4 wurde 1991 errichtet.